# Вілдерванк
Вілдерванк (нід. Wildervank) — село в нідерландській провінції Гронінген. Входить до муніципалітету Вендам.

## Історія
Болото Вільдерванкстер було верховим болотом, розташованим на захід від Оуде Пекела. Адріан Герц оселився в Оуде Пекела, щоб вивчати видобуток торфу містом Гронінген. Болото Вільдеванкстер було ще недоторканим, і Герц захотів його придбати. Він купив болото в 1647 році, щоб заснувати власну торф'яну колонію, але для цього йому потрібно було отримати від амстердамського купця заставу в розмірі 250 000 фунтів стерлінгів. Пізніше Герц буде носити прізвище Вільдерванк. Колонія була помірно успішною, проте великі виплати по іпотеці змусили Вільдерванка продати значну частину колонії.
Його площа становить 28,09 км², а населення станом на 2021 рік складало 5 455 осіб.
Село було засноване 1647 року як поселення працівників, зайнятих на торфяному видобутку. До 1969 року мало статус окремого муніципалітету.
У 1687 році церкву у Вільдерванку було завершено. Її назвали церквою Маргарити Харденберг на честь дружини Адріана Вільдерванка. Парафія відокремилася від Оуде Пекела у 1702 році. Спочатку Вільдерванк був лінійним поселенням вздовж каналу. Він залишався незалежним муніципалітетом до 1969 року, коли він об'єднався з Веендамом, за винятком невеликої частини, яка була приєднана до Стадсканаала.